# 河上修
河上 修（かわかみ おさむ、3月25日 - ）は、日本のジャズ・ベーシスト。秋田県出身。

## 略歴
1984年にアルバム『Mr. Doublebass』を発表以来、『ミスター・ダブルベース』の異名を持つ。2010年現在で音楽生活40年となる大ベテランである。
元祖『歌って踊るベーシスト』。
16歳で上京直後、1974年に渡辺貞夫カルテットでデビュー。翌年にはスイスのモントルー・ジャズフェスティバルのライブ「スイス・エア」へ出演。その後1979年から5年間、世良譲トリオに参加し活躍。
リーダーアルバムは「ジャンプフォージョイ」「ディアオールドグッドウィン」「ミスターダブルベース」など。特にこの「ミスターダブルベース」ではウッドベース10数台の合奏という画期的な試みをみせている。ジャズの参加レコーディングは優に200を超える。
ポップス・ニューミュージックの人気アーティストのアルバムにも多数参加。
近年では自己のレーベルの代表プロデューサーも務め、作曲・編曲も多数手掛けている。
2010年10月24日には六本木スイートベイジルにて音楽活動40周年記念ライブを行なった。